# Folkcorn
Folkcorn — одна из старейших нидерландских музыкальных фолк-групп (квартет), образованная в 1973 году.
Репертуар основан на коллекциях нидерландских и фламандских исторических песен — песенники «Харлемс Лидбук» (нидерл. "Haarlems Liedboek"), «Гёзенлидбук» (нидерл. "Geuzenliedboek") и «Антверпс Лидбук» (нидерл. "Antwerps Liedboek"), написанных в период с 1400 по 1900 годы. Таким образом, репертуар состоит из народной музыки былых времён: песни и баллады о любви, войне, рыцарях и других понятиях и предметах повседневной жизни Средневековья, мадригалы а капелла, а также весёлые и задорные инструментальные танцевальные мелодии. Некоторые песни исполняются в современной аранжировке, другие — максимально приближены к историческому оригиналу.
При создании и исполнении композиций используются как современные акустические инструменты (гитара, аккордеон), так и типичные традиционные инструменты, такие как дульцимер, шалюмо, волынка, цимбалы.
Группа выступает в культурных центрах, замках и других исторических зданиях, народных кафе, театрах, фестивалях и исторических событиях в стране и за рубежом.

## Состав группы
- Лауренс ван дер Зее — вокал, акустическая бас-гитара
- Мария ван дер Зее — вокал, барабан, струнный бурдон и шлаковый бурдон
- Йитсе Копинга — вокал, гитара, различные исторические музыкальные инструменты
- Аннеке Рот — вокал, аккордеон, концертина, орган

Для исторических проектов группа носит старинную голландскую одежду, выполненную на основе иллюстраций и картин голландских мастеров Золотого века. Это атмосферная, но простая одежда, соответствующая скромному положению народных музыкантов тех дней.
Все члены группы живут в городе Вагенинген.

## Дискография
- Laet ond den landtman loven — Munich Records BMCD 348
- Jan de Mulder — Clipsound CCD 97212
- Ghy Sotten — Clipsound CCD 955
- LP — Al Vol — Munich Records MU 7476
- LP — Goedenavond Speelman — Munich Records MU 7450
- LP — Welkom Gesellen — Munich Records MU 7436